# آنجلا بالاخونوا
آنجلا بالاخونوا (اوکراینی: Анжела Анатоліївна Балахонова؛ زادهٔ ۱۸ دسامبر ۱۹۷۲) ورزشکار دو و میدانی اهل اتحاد جماهیر شوروی سوسیالیستی است. او از ورزشکاران دو و میدانی در المپیک تابستانی ۲۰۰۰ و ۲۰۰۴ بوده است.